# 소어 (인지 아키텍처)
소어(Soar)는 원래 카네기 멜런 대학교의 존 레어드, 앨런 뉴얼, 폴 로젠블룸이 만든 인지 아키텍처이다.
소어 프로젝트의 목표는 일반 지능형 에이전트에 필요한 고정된 컴퓨팅 빌딩 블록을 개발하는 것이다. 에이전트는 광범위한 작업을 수행하고 모든 유형의 지식을 인코딩, 사용 및 학습하여 모든 범위의 인지 능력을 실현할 수 있다. 의사결정, 문제해결, 계획, 자연어 이해와 같은 인간. 이는 인지가 무엇인지에 대한 이론이자 그 이론을 컴퓨터로 구현한 것이다. 1983년 존 레어드의 논문으로 시작된 이래로 AI 연구자들은 인간 행동의 다양한 측면에 대한 지능형 에이전트와 인지 모델을 만들기 위해 널리 사용해 왔다. 소어에 대한 가장 최신의 포괄적인 설명은 2012년 책 "The Soar Cognitive Architecture"이다.
로젠블룸은 스탠퍼드 대학교로 옮긴 후 서던캘리포니아 대학교의 정보 과학 연구소로 옮긴 후에도 계속해서 공동 수석 조사관으로 활동했다. 현재는 미시간 대학의 존 레어드 연구 그룹이 유지 관리하고 개발하고 있다.

## 같이 보기
- 인지적 구조
- ACT-R